# Pantitlán, Mexico City

Pantitlán är en stadsdel i Iztacalco i östra Mexico City som gränsar till Ciudad Nezahualcóyotl i delstaten Mexiko. Pantitlán är en östlig slutstation för Linje 1, rosa linjen samt Linje 9, eller bruna linjen, i Mexico Citys tunnelbana. Det är också en västlig slutstation Linje A (lila) som åker genom Ciudad Nezahualcóyotl till stationen La Paz i staden Los Reyes Acaquilpan. Stationen, känd som CETRAM Pantitlán invigdes 1987.
I Ciudad Nezahualcóyotl finns områdena Juárez Pantitlán och San Juan Pantitlán på andra sidan delstatsgränsen. Här finns fribrottningsarenan Arena San Juan Pantitlán.